# 43-й піхотний Охотський полк
43-й піхотний Охотський полк був сформований 16 серпня 1806 року з однієї гренадерської та трьох мушкетерських рот Селенгінського мушкетерського полку і рекрутів, у складі трьох батальйонів, під назвою Охотський мушкетерський полк.
Полкове свято — 6 серпня.

## Історія

### Російсько-турецька війна 1806—1812
Під час російсько-турецької війни 1806—1812 років Охотський полк брав участь у невдалому штурмі Рущука 22 липня 1810 року і відбив 9 жовтня 1811 року два напади турків біля Видина.
22 лютого 1811 року полк назвали Охотським піхотним полком.

### Франко-російська війна 1812
Під час Вітчизняної війни 1812 року Охотський полк знаходився в складі 16-ї піхотної дивізії 4-го корпусу Дунайської армії та, залишивши один батальйон на Волині для охорони кордонів від можливого вторгнення австрійців, брав участь у битвах з французами на завершальних етапах кампанії.

### Війна шостої коаліції
В 1813 році Охотський полк брав участь в облозі фортеці Замосць і в битвах на річці Кацбах і при Лейпцигу. В кампанії 1814 року Охотський полк знаходився при облозі Касселя і в битвах при Брієнні, Суассоні і Парижі. За доблесну участь в Наполеонівських війнах полк 3 травня 1814 року було нагороджено Георгіївськими відзнаками.

### Російсько-турецька війна (1828—1829)
Під час російсько-турецької війни 1828—1829 років 1-й та 2-й батальйони Охотського полку знаходились при облозі Силістрії та в битвах при Ески-Арнаут-Ларі, Кулевче, Сливно, а також здійснили похід до Адріанополю. За доблесть, проявлену в цих битвах, полку було вручено 6 квітня 1830 року відзнаки на головні убори.
28 січня 1833 року, після приєднання 2-го батальйону 36-го єгерського полку та 1-го і 3-го батальйонів Нашебургського піхотного полку, полк було названо Охотським єгерським та приєднано до складу чотирьох діючих і двох резервних батальйонів.
28 лютого 1834 року 6-й резервний батальйон було розформовано. В 1842 році 5-й резервний батальйон було також розформовано і при полку залишено тільки кадри для 5-го і 6-го батальйонів.

### Угорська компанія 1849 року
В 1849 р. Охотський єгерський полк брав участь в поході проти угорців і в битві при Фельшо-Зольца.

### Кримська війна (1853—1856)
На початку Кримської війни у 1853 році Охотський єгерський полк знаходився при облозі Силістрії. 4 грудня 1853 року 5-й та 6-й батальйони було укомплектовано безстроково-відпускними, а 10 березня 1854 року знову сформовані 7-й та 8-й резервні батальйони.
22 жовтня 1854 року Охотський полк прибув до Севастополя і взяв участь в битві з англо-французами при Інкермані. В цей день Охотський полк стрімко атакував англійську батарею і після рукопашного бою захопив 9 гармат. До англійців на допомогу підійшла їх гвардія і швидким натиском вибила Охотський єгерський полк з батареї. Під час цієї атаки було вбито прапороносця і прапор потрапив до рук англійців. Унтер-офіцер Іван Барабашев і рядовий Ігнат'єв, побачивши це, кинулись на батарею в купу ворогів і вирвали прапор з рук противника. Охотський полк, за підтримки Селенгінського і Якутського піхотних полків, вдарив в штики, і англійці знову відступили з батареї. Наступ французького корпусу Боске викликав повторну контратаку, після якої Охотський полк змушений був відступити з великими втратами.
5 листопада 1854 року Охотський полк вступив в Севастополь і брав участь у відбитті штурмів 26 травня, 6 червня і 27 серпня.
17 квітня 1856 року Охотський єгерський полк було названо Охотським піхотним. 30 серпня 1856 року 1-й, 2-й, 3-й і 4-й батальйони було нагороджено новими Георгіївськими відзнаками. По закінченні Кримської війни 5-й, 6-й, 7-й і 8-й батальйони було розформовано, 4-й батальйон приєднано до резервних військ, і полк приведено до складу трьох батальйонів із трьома стрілецькими ротами.
13 жовтня 1863 року з 4-го резервного батальйону та безстроково-відпускних було сформовано Дорогобузький піхотний полк. 25 березня 1864 року Охотський полк отримав № 43.

### Російсько-турецька війна (1877—1878)
Під час російсько-турецької війни 1877—1878 років. Охотський полк брав участь у декількох боях з ворогом. За участь в цій війні полк було відзначено 17 квітня 1878 року георгіївськими срібними трубами.
7 квітня 1879 року сформовано 4-й батальйон. 16 серпня 1906 року, в день сторічного ювілею, полку було надано новий Георгіївський прапор.

## Відзнаки полку
- Георгіївський прапор з надписом «В вознаграждение отличного мужества и храбрости, оказанных в 1812, 1813 и 1814 гг., и за Севастополь в 1854 и 1855 годах» і «1806—1906», з Олександрівською ювілейною стрічкою.
- Відзнаки на головні убори з написом «За отличие».
- Георгіївські срібні труби з написом «За отличие в Турецкую войну 1877—1878 годов».

## Командування

### Шефи полку
- 24.08.1806 — 07.10.1810 — генерал-майор Лідерс Микола Іванович.
- 20.11.1810 — 03.07.1813 — полковник Раков Семен Ілліч.

### Командири полку
- 24.06.1808 — 02.06.1812 підполковник Штегеман Антон Осипович.
- 01.01.1816 — 19.04.1816 полковник Пущин Павло Сергійович 2-й.
- 19.04.1816 — 11.01.1823 полковник Соловкін Василій Тимофійович.
- 25.02.1823 — 19.03.1824 підполковник Дорожинський.
- 19.03.1824 — 1837 — підполковник (з 1828 полковник) Бєлогужев Олександр Миколайович.
- 1849—1855 — полковник Бібіков Дмитро Сергійович.
- 1864—1866 — Ростковський Аркадій Францевич.
- початок 1870-х — 1876 — полковник Устругов Михайло Тимофійович.
- 1876—1877 — полковник Вилламов Володимир Олександрович.
- 1877 — після 1878 — полковник Больдт Константин Єгорович.
- 15.03.1883 — 01.06.1884 — полковник Макеєв Михайло Петрович.
- 06.03.1904 — 25.05.1904 — полковник Порай-Кошиц Євгеній Олександрович.
- 28.01.1906 — 15.01.1909 — полковник Пржилуцький Володимир Ємельянович.
- 11.11.1911 — після 31.01.1913 — полковник князь Баратов Константин Іванович.
- 11.10.1913 — після 09.03.1915 — полковник Ларіонов Микола Степанович.
- в 1915 — полковник Смірнов Микола Володимирович.
- 22.12.1915 — після 01.01.1916 — полковник Батранець Микола Леонтійович.
- 22.11.1916 — 25.11.1917 — полковник Жолинський Йосип Йосипович.

## Відомі люди, що служили в полку
- Алабін Петро Володимирович — Самарський міський голова, письменник.
- Глаголєв Матвій Федорович — військовий лікар, учасник Кримської війни.
- Квятковський Іван Константинович — військовий лікар, учасник Кавказьких походів.
- Лідерс Олександр Миколайович — генерал-ад'ютант, командуючий 5-м піхотним корпусом.
- Лішень Петро Степанович — генерал-майор, учасник Наполеонівських війн.